# Karl Stromberg
Karl Stromberg je jedan od najpoznatijih zlikovaca u serijalu o Jamesu Bondu. Pojavljuje se kao glavni negativac u filmu Špijun koji me volio. On je vlasnik ogromne brodarske kompanije koji planira genocid tako da otetom britanskom i ruskom podmornicom pogodi New York i Moskvu.